# 陈希豪

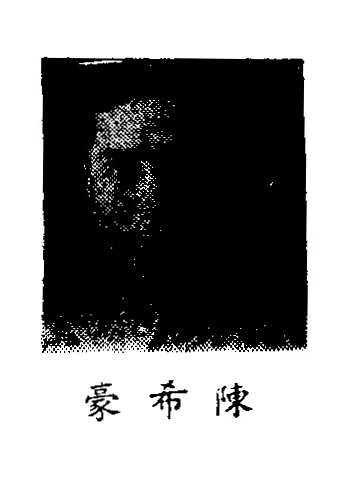

陈希豪（1897年—1965年），乳名宗金，字亦昂，浙江东阳人，中国近代政治人物。

## 生平
陈希豪早年毕业于北京中国大学政治经济科。1922年加入中国国民党。此后曾前往菲律宾。1926年回国后，任国民党中央党部组织部指导员。次年回浙江，任浙江省政务委员会委员兼工人部部长、浙江省政府委员。1928年，出任国民党中央训练部主任秘书。1938年起，历任第一至三届国民参政会参政员。1945年，当选国民党第六届中央执行委员。次年，当选制宪国民大会代表。
中华人民共和国成立后，陈希豪历任上海政府参事室参事、中国国民党革命委员会上海市委员会委员、第三届全国人大代表等职。1965年去世。